# Csangcsou (Csiangszu)

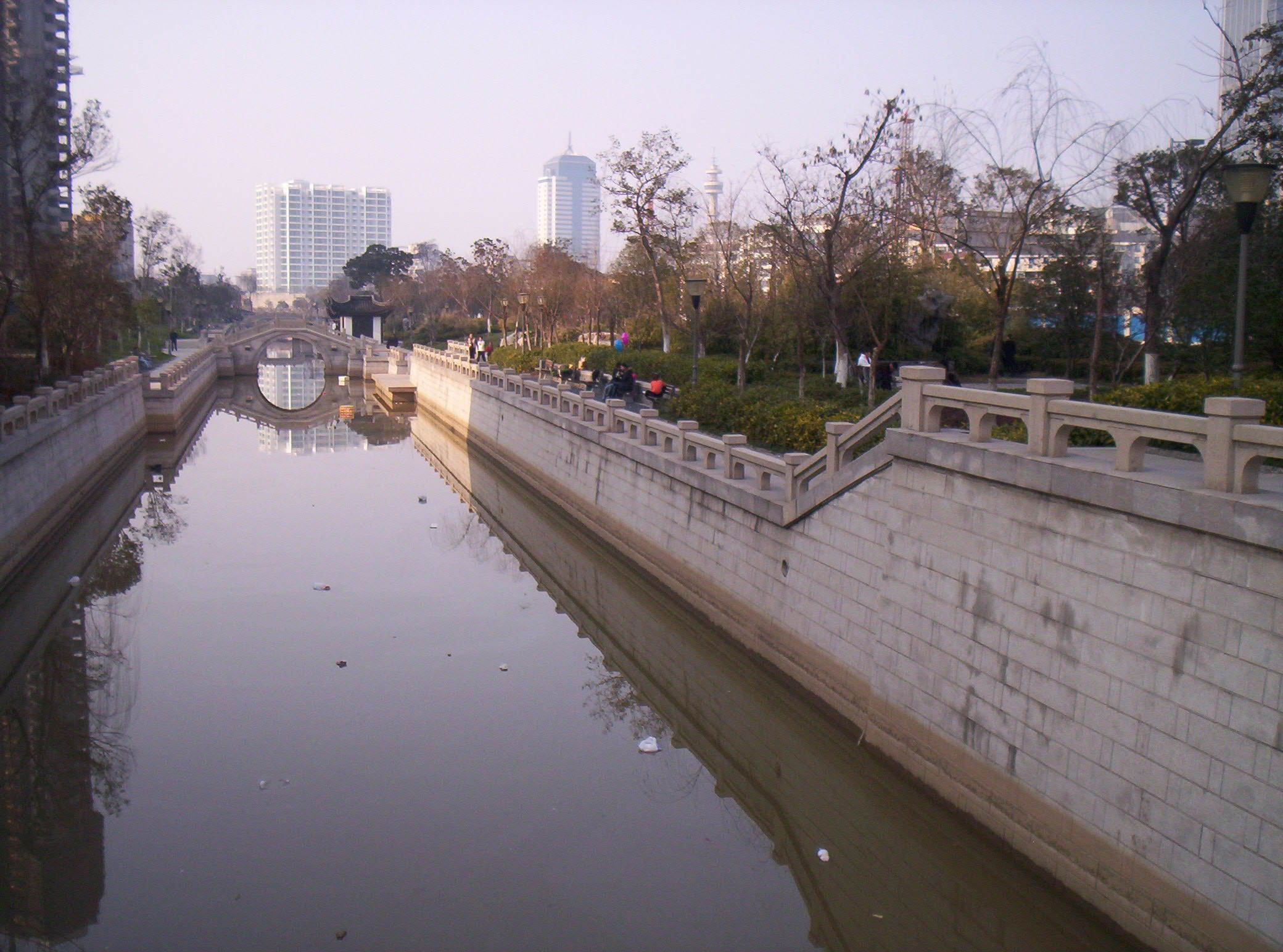
Csangcsou (Changzhou)

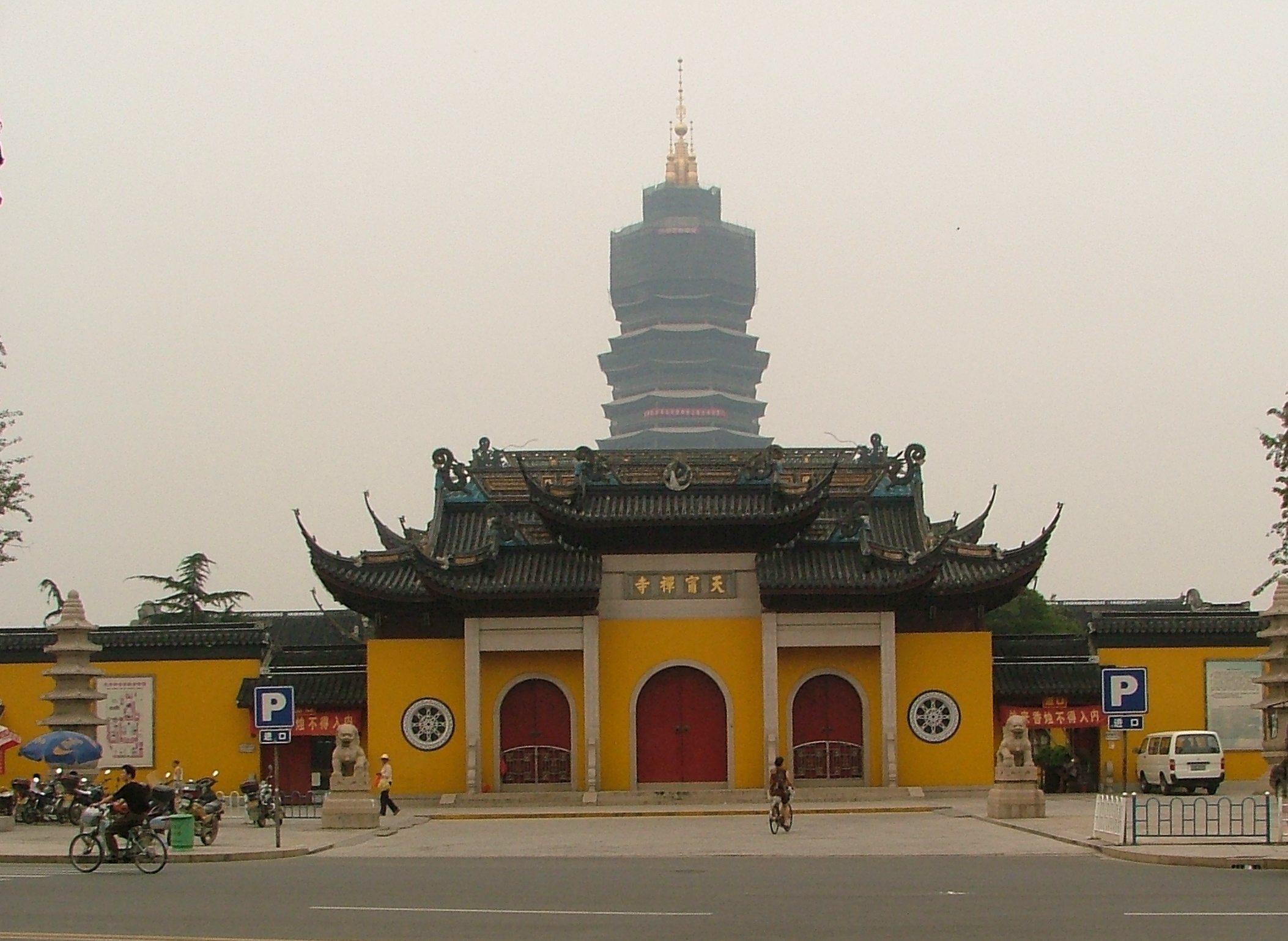
Tianning templom mögötte a pagodával

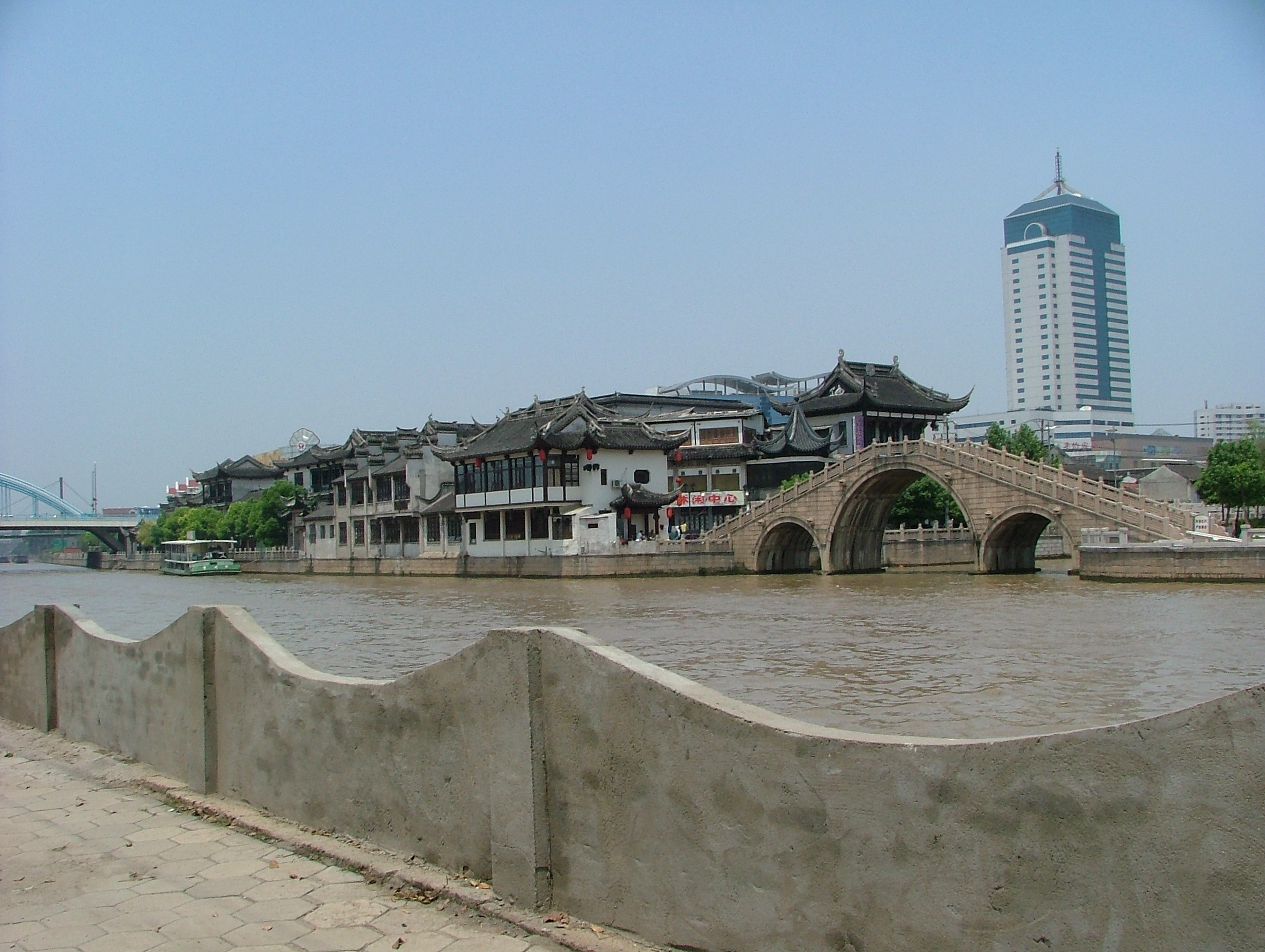
Comb Lane

Csangcsou () egy szubtartományi szintű város Csiangszu (江苏, Jiangsu) tartomány déli részén, Kínában. A Jangce (Chang Jiang) folyó déli partjától nem messze fekszik; nyugatról a tartományi főváros Nanking (南京, Nanjing), északnyugatról Csencsiang (镇江市, Zhenjiang), keletről Vuhszi (无锡, Wuxi), délről pedig Csöcsiang (浙江, Zhejiang) tartomány határolja. Lakosainak száma 5 278 121 fő (2020).

## Népessége
| 2010 | 4 592 431 |
| 2020 | 5 278 121 |

## Közigazgatás
A szubtartományi szintű város, Csangcsou 7 megyei szintű részből áll, 5 kerületből és 2 megyei szintű városból.
- Csunglou (钟楼区, Zhonglou)
- Tienning (天宁区, Tianning)
- Csisujen (戚墅堰区, Qishuyan)
- Hszinpej (新北区, Xinbei)
- Vucsin (武进区, Wujin)
- Csintan (金坛市, Jintan)
- Lijang (溧阳市, Liyang)

## Közlekedés
Csangcsou (Changzhou) a Jangce folyótól délre, a Sanghaj–Peking-vasútvonal mellett helyezkedik el, és a Sanghaj–Nanking-viszonylat egyik fontos állomása. A Sanghaj–Nanking-autópálya szintén a város mellett halad el.
Csangcsou (Changzhou) repülőtere a városközponttól kb. 30 km-re található. Légi összeköttetése biztosított Peking, Kuangcsou (广州, Guangzhou), Sencsen (深圳市, Shenzhen), Senjang (沈阳, Shenyang), Kunming (昆明), Harbin (哈尔滨) és Talien (大連, Dalian) városokkal.
A várost átszeli a Nagy-csatorna (Ta Jönho (大运河, Da Yunhe)), melyből rengeteg kisebb csatorna nyílik, ezek behálózzák a települést. A hajóforgalom igen jelentős.

## Látnivalók
A városban található a Tienning (天宁寺, Tianning) termplom, amely az egyik legnagyobb zen buddhista templom és kolostor Kínában. A templom területén jelenleg[mikor?] építik újjá a Tienning (Tianning) pagodát. Ez a pagoda a Tang-dinasztia idején épült először, azóta ötször rombolták le és építették újjá. A jelenlegi tervek szerinti 153,79 méteres magasságával Kína – és valószínűleg az egész világ – legmagasabb pagodája lesz.
Híres parkok a városban a Hongmej (Hongmei) park  és a Tongpo (Dongpo) park, ezekben sziklakertek, kisebb pagodák és pavilonok, házacskák, tavak, virágok láthatók.
Csangcsou (Changzhou) ismert a Kínai dinoszauruszparkról (常州恐龙园, China Dinosaur Park), ahol eredeti dinoszauruszcsontokat és megkövesedett maradványokat (fosszíliákat) őriznek.
Mivel a város nevezetes a fésűgyártásról, a központban rekonstruálták a „Fésű köz”-t (Comb Lane), egy pár tömbnyi területet régi építészeti stílusú házakkal. A hagyományos helyi fésű természetesen mindenütt kapható.
Említésre méltó a tavasz és ősz korszak idejéből származó „elsüllyedt város” romja.
Csangcsou (Changzhou) közelében található kedvelt turistacélpont még a Tienmu (Tianmu)-tó (天目湖) és a Taj (Tai)-tó (太湖).

## Történelem
A város története 3000 évre tekint vissza, a Csou (Zhou)-dinasztia idejében alapították. Az első írásbeli feljegyzések egy településről ezen a helyen i. e. 221-ből valók. Jelenlegi nevét i. sz. 589-ben kapta. Miután i. sz. 609-ben megépült a Nagy-csatorna, Csangcsou (Changzhou) kikötőként és átrakodási helyként működött és működik mind a mai napig.
A Tajping (Taiping)-felkelés alatt, az 1850-es években,  a „Tajping (Taiping) Mennyei Királyság” vezetőinek otthont adó öt palota közül az egyik Csangcsou (Changzhou)ban épült.
Az 1920-as évektől megjelenik a városban textilipar, amelynek igazi robbanása az 1930-as évek végétől figyelhető meg.

## Gazdaság
Csangcsou (Changzhou) fontos ipari központ, jelentős a textilipar, az élelmiszeripar, a gépipar és a csúcstechnológia. Rengeteg kínai, külföldi és vegyes vállalat fejleszt és gyárt a városban.

## Oktatás
Számos felsőoktatási intézmény működik a városban, a jelentősebbek: Hohaj (Ho Hai) Egyetem, Csiangszu (Jiangsu) Tudományegyetem. A középfokú oktatási intézmények közül kiemelhető a Csangcsou (Changzhou) Középiskola és a Csangcsou (Changzhou) Nemzetközi Iskola.